# Lemhi Range
Lemhi Range je pohoří ve středo-východní části Idaha, především v krajích Lemhi County a Butte County.
Nejvyšší horou je Diamond Peak (3 718 m), čtvrtý nejvyšší vrchol Idaha.
Lemhi Range je součástí severních amerických Skalnatých hor. Rozkládá ze severozápadu na jihovýchod. Západně od Lemhi Range leží pohoří Lost River Range, východně Bitterroot Range, severozápadně Salmon River Mountains a jihovýchodně nížina Snake River Plain.
Hornatá oblast je i s okolními pohořími součástí lesnatého území Salmon-Challis National Forest.